# Tridiscus biumbelicatus
Tridiscus biumbelicatus är en insektsart som beskrevs av De Lotto 1964. Tridiscus biumbelicatus ingår i släktet Tridiscus och familjen ullsköldlöss. Inga underarter finns listade i Catalogue of Life.